# Bungo (postać fikcyjna)

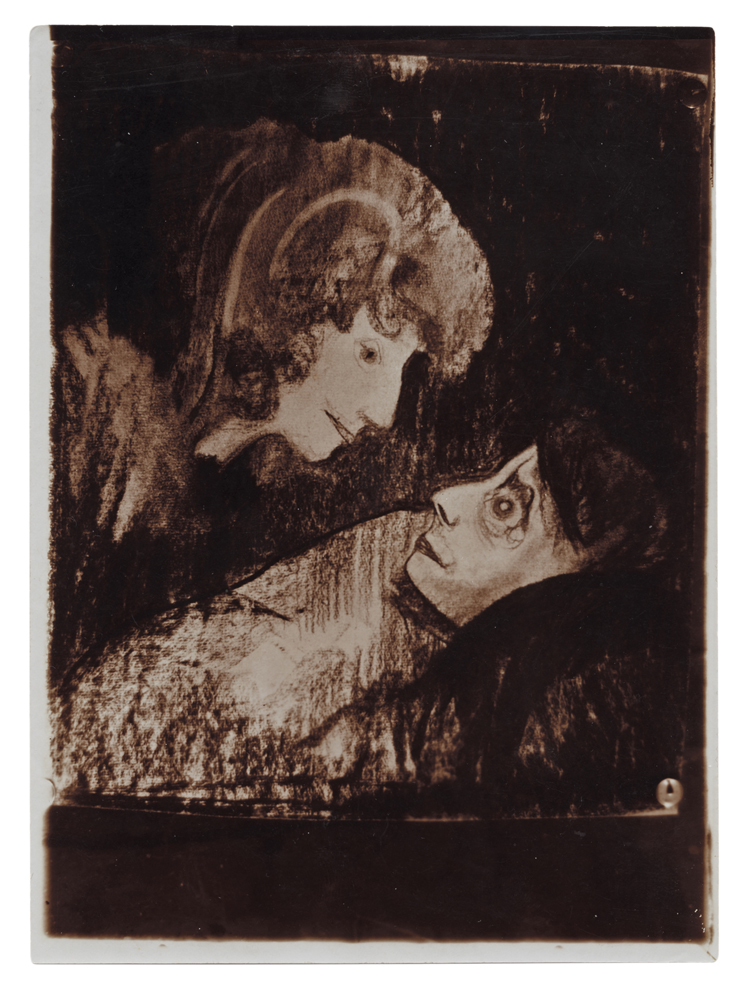
rysunek Stanisława Ignacego Witkiewicza Bungo w upadku z lat 1908-1910

Bungo – tytułowy bohater debiutanckiej powieści Stanisława Ignacego Witkiewicza 622 upadki Bunga, czyli Demoniczna kobieta (1911). Prawdopodobnie postać ta skonstruowana została jako alter ego samego Witkacego.
Bungo jest młodym artystą, który usiłuje zrealizować się w dziedzinie sztuki. Na drodze do samorealizacji staje demoniczna kobieta, czyli Akne Montecalfi, śpiewaczka operowa. Namiętność do niej stopniowo niszczy artystę, powodując jego porażkę na niwie sztuki.
Znaczące dla treści utworu są rozmowy Bunga z jego przyjaciółmi – baronem Brummelem de Buffadero de Bluffem, księciem Edgarem Nevermore'em i Magiem Childerykiem.
Kiedy Bungo uświadamia sobie, że nie podniesie się z klęski w dziedzinie sztuki, i że nigdy nie zdobędzie serca ukochanej kobiety, zakochanej w Stanisławie Ignacym Zdybie, postanawia uciec w świat gry, fałszu, nieprawdy, rezygnując z walki o autentyczność. Pewnego majowego dnia udaje się w góry. Wyprawa ta powoduje przemianę bohatera, który mimo swej samotności staje się wolny i silny.
W części zatytułowanej Zakończenie i napisanej przez Witkacego później niż reszta powieści, Bungo doznaje urazu mechanicznego jednego oka – uszkadza je sobie patykiem świerkowym podczas przechadzki w lesie. Na skutek zapalenia współczulnego traci wzrok także w drugim oku. Staje się to przyczyną kolejnego załamania bohatera. Bungo, czując się bowiem ponownie zupełnie bezwartościowym człowiekiem, popełnia samobójstwo, podrzynając sobie gardło.